# Линдстрём, Херберт
Карл Херберт Линдстрём (швед. Carl Herbert Lindström; 16 марта 1886, Швеция — 26 октября 1951) — шведский полицейский (офицер полиции Стокгольма) и спортсмен (перетягиватель каната), чемпион летних Олимпийских игр 1912 года в составе сборной Швеции.